# Chimica analitica
La chimica analitica è la branca della chimica che sviluppa ed applica le tecniche, declinate in metodi, procedure e protocolli, con la relativa strumentazione al fine dell'identificazione, della caratterizzazione chimico-fisica e alla determinazione qualitativa e quantitativa dei componenti di un determinato campione.

## Terminologia
Analisi in chimica ha il significato di «scissione in elementi più piccoli e loro esame» e si contrappone a sintesi che indica l'opposto, cioè «formazione di un composto partendo dai singoli elementi o da composti più semplici».
Tra i termini più frequentemente impiegati in chimica analitica si annoverano i seguenti:
- campione: l'oggetto della procedura analitica (esempio: campione di sangue)
- analita: la sostanza d'interesse nella determinazione analitica (esempio: quantità di emoglobina nel sangue)
- matrice: i costituenti del campione diversi dall'analita (esempio: i costituenti del sangue diversi dall'emoglobina)
- metodi: la procedura analitica di determinazione, può essere standard o non ufficiale
- analisi qualitativa: rivela la presenza e l'identità chimica dell'analita in un campione
- analisi quantitativa: stabilisce in termini numerici la quantità di uno o più analiti in un campione
- limite di rivelabilità: è la minima quantità di analita determinabile per mezzo di una tecnica analitica
- sensibilità: è la variazione di quantità di analita apprezzabile in funzione della tecnica analitica impiegata

## Analisi
Spesso la realizzazione di un'analisi richiede delle operazioni preliminari (trattamento del campione) per mezzo delle quali si trasformano o eliminano i costituenti del campione che non interessano (matrice) in modo da evitare interferenze.
Sia l'analisi chimica qualitativa sia quella quantitativa possono essere basate su reazioni chimiche tra reagenti per dare prodotti e/o sulla determinazione di parametri chimico-fisici riconducibili all'analita.
Oggi la chimica analitica può essere identificata quasi interamente con la chimica analitica quantitativa: l'analisi qualitativa è una procedura che viene utilizzata solo a scopo esplorativo macroscopico e mesoscopico (oltre che didattico). Essa è, però, del tutto insufficiente per fornire indicazioni su quantità di analita presente in quantità microscopiche, per le quali si ricorre a procedure quasi esclusivamente strumentali.